# 군추촌
군추촌(郡中村)은 에히메현 이요군에 설치된 촌이다. 